# Edmond Delathouwer
Edmond Delathouwer (Boom, 26 de maig de 1916 - Merksem, 16 d'agost de 1994) va ser un ciclista belga que fou professional entre 1938 i 1940. Durant la seva carrera esportiva destaca la victòria a la Fletxa Valona de 1939.

## Palmarès
- 1938
  - 2n a la Gant-Wevelgem
- 1939
  - 1r a la Fletxa Valona

###### Resultats al Tour de França
- 1939. Abandona